# Sárvár
Sárvár är en stad i Ungern. Staden ligger vid floden Rába och befolkningen är ungefär 16 000.

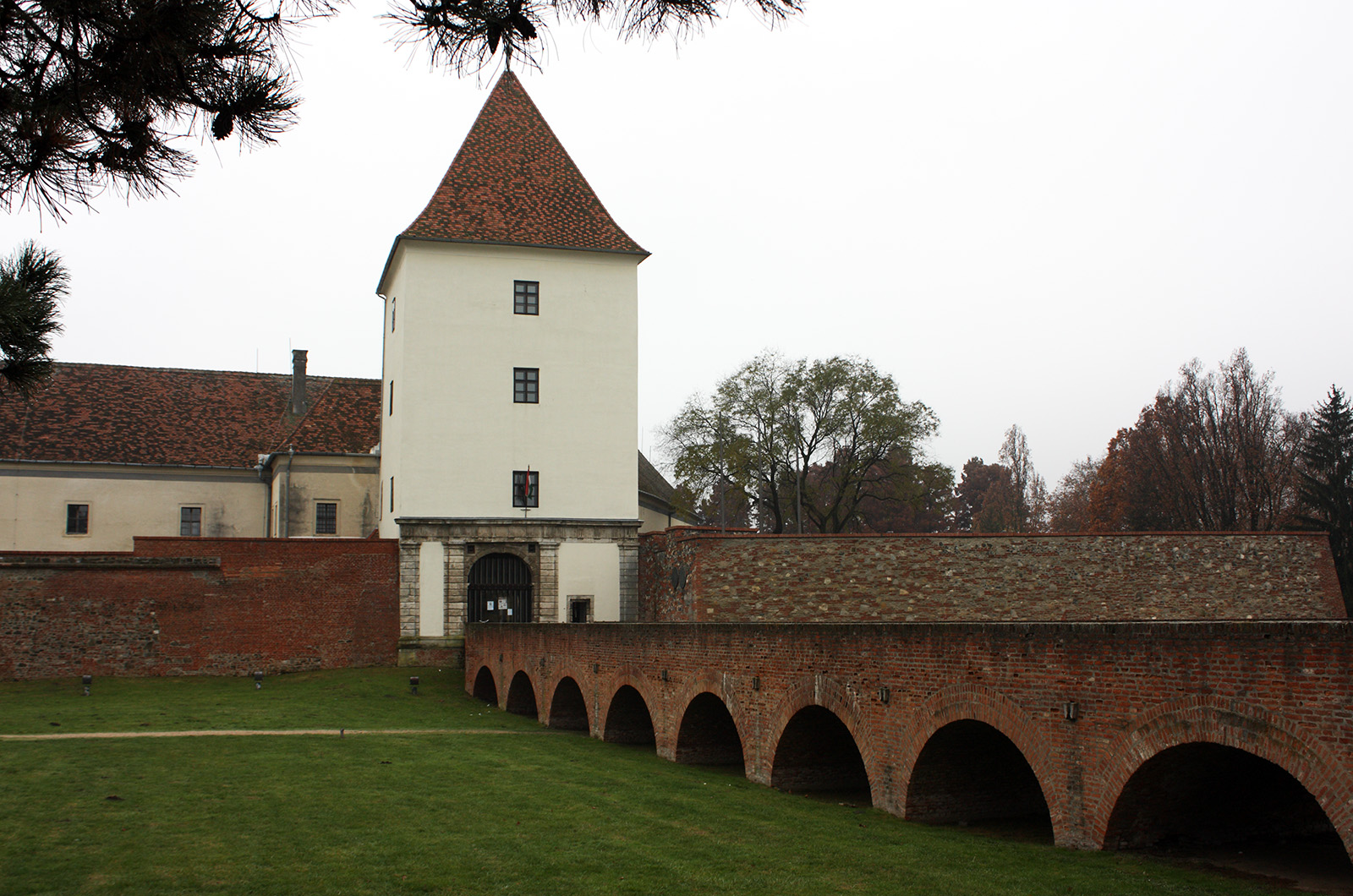
Slottet.

## Etymologi
"Sár" betyder lera på ungerska och "var" betyder slott. Den sistnämnda är en vanlig ändelse för namn på bebyggelser.

## Historia
Under andra världskriget användes Sárvár som ett centrum för inspärrningen av polska soldater som hade kommit till Ungern år 1939. Senare under andra världskriget användes Sárvár som ett koncentrationsläger för inspärrningen av tusentals serbiska familjer som blivit vräkta av ungerska soldater från sina hem i norra Serbien 1941. Numera finns det flera minnesmärken och kyrkogårdar för hundratals serber som dog i koncentrationslägret i Sárvár.

## Sevärdheter
Ett antal sevärdheter som finns i Sárvár är bland annat ett spa, en barockisk kyrka, ett arboretum, en park och sjön Csónakázó. Ett antal rariteter från olika kulturella kvarlevor finns på ett museum i Sárvár.

### Slottet
Slottet i Sárvár, som numera heter Nádasdy Castle, spelade en speciell roll inom ungersk kultur under 1500-talet och 1600-talet. Den första ungerska boken, nya testamentet år 1541 på ungerska skrevs på detta slott. Slottet är dekorerat med olika scener av Ferenc Nádasdy och från gamla testamentet.
Senare tillhörde slottet ätten Wittelsbach och den tidigare kungen Ludvig III av Bayern dog där år 1921, tre år efter att ha blivit avsatt. Under andra världskriget användes slottet av hans son, Albrekt av Bayern.

## Vänorter
Dessa orter är vänorter till Sárvár:
- Seini, Rumänien
- Sonntagberg, Österrike
- Steinheim an der Murr, Tyskland
- Uherské Hradiště, Tjeckien